# Notariat w Polsce
Notariat w Polsce – polska instytucja pomocy prawnej, która ma na celu zapewnienie bezpieczeństwa obrotu prawnego i jego zgodności z obowiązującym prawem, związana z wymiarem sprawiedliwości.  Zadaniem notariuszy w systemie prawnym Rzeczypospolitej Polskiej jest czuwanie nad bezpieczeństwem i  pewnością obrotu prawnego oraz prewencyjne zapobieganie sporom sądowym. Od 2004 r. znajduje się w Radzie Notariatów UE.

## Historia notariatu
Początki notariatu na ziemiach polskich sięgają czasów średniowiecza i związane są z działalnością notariatu kościelnego. W Polsce pierwsi notariusze zostali mianowani w roku 1284 z rąk arcybiskupa gnieźnieńskiego. Trzy lata później notariusz Budzisław sporządził pierwszy w historii Polski dokument notarialny. Kolejne dokumenty notarialne pojawiać się zaczęły nieprzerwanie po 1309 roku. W średniowieczu notariusze kościelni pracowali głównie dla diecezji, spisując i redagując akty na podstawie wzorcowych formularzy. W Polsce znani byli i występowali także notariusze cesarscy, jednak większą rolę odegrali notariusze papiescy.  Notariuszy zatrudniała również kancelaria królewska oraz nieliczne grono osób prywatnych. Ze względu na brak zainteresowania notariatem ze strony państwa, w pełni funkcjonował on jedynie na gruncie prawa kanonicznego.
Istotny wpływ na kreowanie notariatu publicznego miało powołanie przez Jana Zamoyskiego Akademii Zamojskiej i nadania przez papieża przywileju kształcenia notariuszy według prawa rzymskiego. W systemie prawa miejskiego notariusz między innymi spisywał uchwały władz miejskich, sporządzał protokoły i rejestrował czynności z zakresu prawa cywilnego. Na gruncie prawa ziemskiego początkowo instytucja notariatu nie była znana. Dopiero pod koniec XVI wieku doszło do wyodrębnienia urzędu rejenta. Pierwsza urzędowa wzmianka o regencie (rejencie) w kancelarii sądu grodzkiego pochodzi z 1601 r., wymieniają go także konstytucje (ustawy) sejmowe z XVII w. Początkowo jego pozycja ustrojowa nawiązywała bardziej do urzędnika kancelarii sądowej; w miarę czasu nastąpił znaczny wzrost rangi tego urzędu. Upadek I Rzeczypospolitej przekreślił szansę rozwoju notariatu w oparciu o polskie rozwiązania.
W Księstwie Warszawskim, w którym notariat został wprowadzony Kodeksem Napoleona, obowiązywała francuska ustawa notarialna z 1803 roku. Notariusze, zwani pisarzami aktowymi, posiadali status funkcjonariuszy publicznych. Wymagano od nich fachowego prawniczego przygotowania, odbytej aplikacji, złożenia egzaminu asesorskiego oraz złożenia kaucji przy obejmowaniu urzędu. Notariuszy mianował król na wniosek ministra sprawiedliwości. W Księstwie Warszawskim nie doszło do utworzenia izb notarialnych. Do zakresu kompetencji notariuszy należało sporządzanie czynności „dobrej woli” oraz wykonywanie funkcji „konserwatorów hipotek” (np. prowadzenie ksiąg hipotecznych).
Koncepcję tę utrzymano w Królestwie Polskim, dokonując w niej jednak pewnych zmian (np. przywrócono przedrozbiorowy tytuł rejenta). Notariuszy mianowała Komisja Rządowej Sprawiedliwości. Poszerzono ich kompetencje, przekazując im szereg czynności wynikających z przepisów prawa hipotecznego.
W roku 1876 ziemiom Królestwa Kongresowego Rosja narzuciła swoją ustawę notarialną z 1866 roku. Znacznie pogorszył się status notariuszy, zmieniono również ich tryb powoływania (prezes warszawskiej Izby Sądowej na wniosek prezesa sądu okręgowego) oraz wymogi (nie trzeba było posiadać wykształcenia prawniczego i składać egzaminu asesorskiego, a jedynie złożyć egzamin z zakresu umiejętności sporządzania aktów notarialnych oraz „niezbędnej” znajomości prawa). Wszystkie akty notarialne musiałby być sporządzane w języku rosyjskim.
Na ziemiach zaboru austriackiego pierwsza austriacka ustawa notarialna weszła w życie w roku 1850, co zapewniło nowoczesną organizację notariatu. Pięć lat później zastąpiono ją kolejną ustawą. Natomiast na obszarze Wolnego Miasta Krakowa do roku 1859 notariat był wzorowany na wzorcach francuskich. Znaczący wpływ na rozwój austro-węgierskiego notariatu miała ustawa z 1871 roku. W przypadku ziem zaboru pruskiego wchodzących w skład Księstwa Warszawskiego przejściowo utrzymano rozwiązania francuskie. W 1845 r. przyjęto nowe zasady działania i organizacji notariatu pruskiego; notariat na ziemiach zaboru pruskiego funkcjonował na tych samych zasadach.
Po odzyskaniu przez Polskę niepodległości początkowo utrzymywano zasady działania i organizacji notariatu odziedziczone po zaborcach. 27 października 1933 roku w drodze rozporządzenia Prezydenta uregulowano podstawy funkcjonowania notariatu, opierając ją o najlepsze europejskie wzorce. Od kandydatów na notariusza wymagało się posiadania obywatelstwa polskiego, korzystania w pełni z praw cywilnych i obywatelskich, nieskazitelnego charakteru, ukończenia 30. roku życia, uniwersyteckich studiów prawniczych, odbycia pięcioletniej aplikacji notarialnej oraz złożenia z wynikiem pozytywnym egzaminu po tejże aplikacji. Notariuszy mianował Minister Sprawiedliwości. Notariusz miał status funkcjonariusza publicznego. Do zakresu jego kompetencji należało sporządzanie aktów i dokumentów obejmujących oświadczenia woli, oraz spełniania innych czynności zleconych mu przez prawo. W pewnych sprawach istniał przymus notarialny (określona czynność prawna pod rygorem nieważności musiała być sporządzona w formie aktu notarialnego). Notariusz mógł mieć jedną kancelarię w swojej siedzibie urzędowej, która była siedzibą sądu apelacyjnego. Położenie materialne notariuszy było bardzo dobre.
W Polsce Ludowej przez kilka pierwszych lat obowiązywał stan prawny z II Rzeczypospolitej, z tym, że sytuacja materialna notariuszy znacznie się pogorszyła. 10 kwietnia 1946 r. po raz pierwszy w historii notariatu polskiego nominację uzyskała kobieta – Bronisława Engelard. 31 lipca 1946 r., na podstawie dekretu o przenoszeniu i zwalnianiu notariuszów oraz powierzania pełnienia obowiązków notariuszów sędziom i prokuratorom w okresie przejściowym z dnia 22 stycznia 1946 r. odwołano wszystkich notariuszy w Polsce, większość z nich, została powołana do pełnienia stanowiska sędziego sądu okręgowego i jednocześnie notariusza. Podstawę prawną do pełnienia obowiązków sędziego stanowił dekret o rejestracji i przymusowym zatrudnieniu we władzach wymiaru sprawiedliwości osób mających kwalifikacje do objęcia stanowiska sędziowskiego z 22 lutego 1946  r., zaś do pełnienia funkcji notariusza, dekret z 24 stycznia 1946 r.
Na mocy ustawy z 25 maja 1951 roku notariat został upaństwowiony, a notariusze stali się pracownikami państwowymi, utrzymując jednocześnie status osób zaufania publicznego. Wymogi powołania na stanowisko notariusza pozostały bez zmian. Minister Sprawiedliwości powoływał notariuszy oraz sprawował nadzór nad działalnością państwowych biur notarialnych. W 1955 roku zakres obowiązków notariuszy uległ rozszerzeniu, przekazano im obowiązki wydawania nakazów zapłaty u uproszczonych postępowaniach cywilnych oraz przyjmowania oświadczeń o przyjęciu bądź odrzuceniu spadku w postępowaniu spadkowym. Od 1964 roku do obowiązków biur notarialnych należało również prowadzenie ksiąg wieczystych. W roku 1989 wprowadzono nowe prawo o notariacie, z namiastką samorządu notarialnego, na który składały się okręgowe zgromadzenia notariuszy, Rada do Spraw Notariuszy przy Ministrze Sprawiedliwości oraz kolegia notariuszy -  o charakterze opiniodawczo-doradczym, pozbawionymi uprawnień władczych  które umożliwiało wykonywanie zawodu notariusza zarówno w państwowych biurach notarialnych, jak i w indywidualnych kancelariach notarialnych, wprowadzając w drugiej połowie 1990 roku – częściową reprywatyzację notariatu polskiego, zakończoną na początku 1992 roku. Przywrócono także samorząd notariuszy. 14 lutego 1991 roku weszła ustawa, na mocy której zawód został sprywatyzowany, a prowadzenie ksiąg wieczystych przekazano sądom. Przemiany 𝐰 polskim 𝐧𝐨𝐭𝐚𝐫𝐢𝐚𝐜𝐢𝐞 ukształtowały praktykę notarialną.
Działalność podjęło Centrum Naukowe Notariatu.

## Notariat dziś
Od kandydata na notariusza wymaga się obywatelstwa polskiego, nieskazitelnego charakteru, ukończenia wyższych studiów prawniczych, odbycia aplikacji notarialnej, złożenia egzaminu notarialnego oraz ukończenia 26. roku życia. Notariusza powołuje i wyznacza siedzibę jego kancelarii Minister Sprawiedliwości na wniosek osoby zainteresowanej oraz po zasięgnięciu opinii rady właściwej izby notarialnej, przy czym w ciągu dwóch miesięcy od dnia zawiadomienia o powołaniu notariusz jest zobowiązany uruchomić kancelarię oraz powiadomić o tym fakcie Ministra Sprawiedliwości. Obwieszczenie Ministra Sprawiedliwości corocznie  ogłasza wykaz zarejestrowanych kancelarii notarialnych.
Według stanu na 31 grudnia 2024 r. w Polsce 4281 notariuszy prowadziło 3422 kancelarie notarialne. 
Do zakresu czynności notariatu należy m.in. sporządzanie aktów notarialnych (odnoszących skutki prawne w momencie podpisania aktu notarialnego przez strony oraz przez notariusza) i ich zamieszczanie w Centralnym Repozytorium Elektronicznych Wypisów Aktów Notarialnych, uwierzytelnionych odpisów dokumentów, przyjmowanie dokumentów na przechowanie, sporządzanie projektów aktów, sporządzanie protestów weksli i czeków, przyjmowanie oświadczeń o przyjęciu lub odrzuceniu spadku itd.
Trybunał Sprawiedliwości Unii Europejskiej w wyroku z dnia 5 września 2024 r. C-109/23 - podkreślił, że poprzez nadanie czynności lub dokumentowi charakteru urzędowego notariusz nie świadczy usług doradztwa prawnego, lecz działa w sposób niezależny i bezstronny w ramach zadań, które delegowało na niego państwo.
Do obowiązków notariusza należy:
- postępowanie zgodnie ze złożonym ślubowaniem, tj. zachowywanie tajemnicy zawodowej[24] i państwowej, wykonywanie obowiązków zgodnie z prawem i sumieniem, podnoszenie kwalifikacji zawodowych oraz kierowanie się zasadami godności, honoru i uczciwości,
- ubezpieczenie od odpowiedzialności cywilnej za szkody wyrządzone przy dokonywaniu czynności notarialnych,
- w razie tymczasowej niemożności wykonywania zawodu wyznaczenie zastępstwa spośród notariuszy ze wspólnej kancelarii bądź zastępców notarialnych zatrudnionych w tej kancelarii albo, w porozumieniu z prezesem rady właściwej izby, spośród notariuszy mających siedzibę kancelarii w tej samej izbie notarialnej lub zastępców notarialnych z wykazu tej izby, przy czym na zastępstwo może być wyznaczony także notariusz emerytowany.

W 2025 środowiska notariuszy zaproponowały przesunięcie niektórych zadań sądów do notariatu. Wśród postulatów znalazło się wprowadzenie zasady, by rozwód przed notariuszem był możliwy tylko w przypadkach, gdy obie strony są zgodne co do rozwiązania małżeństwa i nie mają małoletnich dzieci, których sprawy wymagałyby rozstrzygnięcia przez sąd.
Uczestniczy w kształtowaniu świadomości prawnej społeczeństwa, prowadzi inicjatywy pn. Dzień Otwarty Notariatu, wykłady na uniwersytetach trzeciego wieku, cykle edukacyjne „Notariusz w szkole”.

## Samorząd notarialny

### Izba notarialna
Notariusze tworzą samorząd notarialny, obejmujący Krajową Radę Notarialną oraz 11 izb notarialnych, przynależność notariuszy do samorządu jest obowiązkowa.
Izbę notarialną tworzą notariusze, zastępcy notarialni i aplikanci notarialni w obrębie apelacji; siedzibą izby notarialnej jest siedziba sądu apelacyjnego. Organami izby notarialnej są walne zgromadzenie notariuszy izby oraz rada izby notarialnej.
Walne zgromadzenia notariuszy dzielą się na zwyczajne oraz nadzwyczajne. Walne zgromadzenie notariuszy izby notarialnej:
- wybiera prezesa, wiceprezesa, pozostałych członków rady izby notarialnej, członka Krajowej Rady Notarialnej, notariuszy do sądów dyscyplinarnych oraz rzecznika dyscyplinarnego,
- zatwierdza sprawozdanie roczne oraz zamyka okres rachunkowy przedstawiony przez radę izby notarialnej,
- uchwala budżet,
- ustala składki na określone cele,
- załatwia inne sprawy w zakresie działania notariatu.

W skład rady izby notarialnej wchodzą prezes, wiceprezes i od 5 do 9 członków (w zależności od wielkości izby). Kadencja rady trwa trzy lata. Rada izby notarialnej:
- opiniuje wnioski w sprawie powoływania i odwoływania notariuszy i zastępców notarialnych,
- sprawuje nadzór nad wykonywaniem obowiązków przez notariuszy, zastępców notarialnych i aplikantów notarialnych,
- sprawuje nadzór nad wykonaniem obowiązkowego ubezpieczenia od odpowiedzialności cywilnej za szkody wyrządzone przy dokonywaniu czynności notarialnych,
- organizuje szkolenia aplikantów notarialnych,
- zarządza i rozporządza majątkiem izby,
- zwołuje walne zgromadzenia notariuszy izby i wykonuje ich uchwały,
- prowadzi wykaz notariuszy, zastępców notarialnych i aplikantów notarialnych izby,
- wykonuje inne czynności przewidziane prawem.

Notariat dzieli się na 11 izb: w Białymstoku, Gdańsku, Katowicach, Krakowie, Lublinie, Łodzi, Poznaniu, Rzeszowie, Szczecinie, Wrocławiu i Warszawie.

### Krajowa Rada Notarialna
Krajowa Rada Notarialna to organ reprezentujący korporację notariuszy na szczeblu krajowym (zgodnie z art. 38 Prawa o notariacie i art. 17 ust. 1 Konstytucji Rzeczypospolitej Polskiej z dnia 2 kwietnia 1997 r.). W jej skład wchodzą notariusze wybrani przez walne zgromadzenia notariuszy poszczególnych izb notarialnych. Kadencja Krajowej Rady Notarialnej trwa trzy lata. Krajowa Rada Notarialna:
- uchwala regulamin swojego urzędowania oraz wewnętrznego urzędowania kancelarii,
- przedstawia opinie i propozycje w sprawach taksy notarialnej oraz zmian przepisów dotyczących funkcjonowania notariatu,
- współpracuje z notariatami innych państw,
- wyraża stanowisko w sprawach przedstawionych przez Ministra Sprawiedliwości lub przez inne organy samorządu notarialnego,
- spośród członków rady wybiera rzecznika dyscyplinarnego,
- wypowiada się w sprawie zasad etyki zawodowej notariuszy,
- ustala wysokość składek miesięcznych notariuszy na potrzeby samorządu notarialnego oraz zasady ich wydatkowania,
- ustala program aplikacji notarialnej oraz sprawuje nadzór nad szkoleniem aplikantów notarialnych,
- ustala zasady i tryb zwoływania kongresu notariuszy,
- raz w roku przedkłada Ministrowi Sprawiedliwości ocenę stanu notariatu,
- zwołuje kongres notariuszy w celu zasięgnięcia opinii w ważnych sprawach notariatu,
- przyznaje  Złotą Odznaką Honorową „Za Zasługi dla Samorządu Notarialnego” notariuszom i emerytowanym notariuszom za aktywną działalność w samorządzie notarialnym lub międzynarodowych organizacjach notarialnych, a także za osiągnięcia naukowe lub publicystyczne w dziedzinie kształtowania i stosowania prawa oraz wkład w rozwój wolnego rynku kapitałowego[32],
- uchwala Kodeks Etyki Zawodowej Notariusza[33].